# Диплодактил
Диплодактил (Diplodactylus) — один з найбільших родів підродини Диплодактилінів з родини Геконових. Має 40 видів.

## Опис
Представники цього роду мають невеликі та середні розміри. Це досить барвисті ящірки, колір їх залежить від місця мешкання тварини. Здебільшого мають темні відтінки. Особливістю цього роду є наявність товстого, але досить короткого хвоста. Тулуб сплощений, голова коротка й витягнута. Кінцівки дещо редуковані.

## Спосіб життя
Полюбляють лісисті місцини. Є деревні та наземні види. Активні вночі. Свій хвіст використовують для накопичення жиру, а також для захисту. Ховаються серед опалого листя або серед гілля та на стовбурах дерев. Живляться комахами та рослинною їжею.
Це яйцекладні ящірки.

## Розповсюдження
Мешкають в Австралії та о. Нова Гвінея.

## Види
- Diplodactylus alboguttatus
- Diplodactylus byrnei
- Diplodactylus calcicolus
- Diplodactylus conspicillatus
- Diplodactylus fulleri
- Diplodactylus furcosus
- Diplodactylus galeatus
- Diplodactylus granariensis
- Diplodactylus immaculatus
- Diplodactylus kenneallyi
- Diplodactylus klugei
- Diplodactylus maini
- Diplodactylus mitchelli
- Diplodactylus occultus
- Diplodactylus ornatus
- Diplodactylus polyophthalmus
- Diplodactylus pulcher
- Diplodactylus savagei
- Diplodactylus squarrosus
- Diplodactylus steindachneri
- Diplodactylus stenodactylus
- Diplodactylus taenicauda
- Diplodactylus tessellatus
- Diplodactylus vittatus
- Diplodactylus wiru
- Diplodactylus wombeyi